# Lei Kung (cómic)
Lei Kung el Tonante es un personaje ficticio que aparece en los cómics estadounidenses publicados por Marvel Comics. Sus alumnos notables incluyen Puño de Hierro y su hijo Serpiente de Acero.
Lei Kung fue interpretado por Hoon Lee en la serie de televisión de Netflix, Iron Fist ambientada en Marvel Cinematic Universe.

## Historial de publicaciones
El personaje apareció primero en Marvel Premiere #16 (julio de 1974).

## Biografía del personaje ficticio
Yu-Ti hizo que Lei Kung el Tonante realizara el aprendizaje del joven Daniel Rand, quien le enseña las artes marciales en la mística ciudad de K'un-L'un. La Serpiente de Acero (el hijo exiliado de Lei Kung) más tarde se convierte en uno de los adversarios del Puño de Hierro cuando codiciaba el poder del Puño de Hierro.
Después de que ella fuera arrestada por entrenar a tres hombres de las cavernas, Fan Fei fue encadenada y vio como Lei Kung alimentaba a los hombres de las cavernas con Shou Lou. Cuando Fan Fei derrotó a Shou-Lao, Lei Kung hizo que Fan Fei fuera desterrado de K'un-Lun. Algún tiempo después, Lei Kung estaba en la entrada de K'un-Lun cuando Fan Fei lo encontró. Lei Kung afirma que su sentencia fue incorrecta y quería llevarla a casa. Fan Fei se negó diciendo que la Tierra era su hogar y que sus peleas aquí son solo el comienzo.
Cuando Serpiente de Acero no pudo derrotar a Shou-Lao, Lei Kung lo encontró llorando en la nieve. Luego llevó a Serpiente de Acero a la ciudad.
Durante la historia de Avengers vs. X-Men, Iron Fist lleva a Lei Kung a llevar a Hope a K'un-L'un para entrenar. Cuando Namor, con poder de la Fuerza Fénix, atacó a Wakanda, Iron Man le dijo a Lei Kung que llevara a Hope Summers a K'un-L'un y sellara el portal antes de que Namor llegara. Los Vengadores llegaron más tarde a K'un-L'un. Cuando Cíclope impulsado por la Fuerza Fénix, Lei Kung, atacada por K'un-L'un, se reunió con Hope Summers afuera de la Cueva de Shou-Lao, diciéndole que es hora de su última lección. Montaron a Shou-Lao en la batalla donde fueron expulsados del aire por los Cíclopes impulsados por la Fuerza Fénix. Aprovechando los poderes de Shou-Lao, Hope Summers usó un golpe especial para enviar a Cíclope de regreso a la Tierra, donde el golpe también lo incapacitó temporalmente. Mientras K'un-L'un se reconstruía después de la batalla resultante, Lei Kung sostuvo a un niño pequeño sobre sus hombros mientras le dice a Iron Man que no necesitan ayuda en la reconstrucción de la ciudad. Él aconsejó a Iron Man diciéndole que la magia y la ciencia no están tan divididas como él piensa. Luego, Iron Man se retira ante la sugerencia de Lei Kung para manejar el daño en su área.

## Poderes y habilidades
El maestro de armas de K'un-Lun, Lei Kung, es un experto en artes marciales, uno de los mejores del universo Marvel.

## En otros medios
Lei Kung aparece en la serie web de Netflix, Iron Fist, interpretado por Hoon Lee. Las partes con él siendo el padre de Steel Serpent y el mentor de Daniel Rand están intactas en esta serie. Lei Kung aparece por primera vez en el episodio "Inmortal emerge de la cueva", donde aparece a Danny Rand en una visión durante la meditación recapitulando una historia de K'un-L'un. Mientras Danny Rand pelea con Andrei y Grigori Veznikov, Novia de Nueve Arañas y Scythe, Lei Kung dispensa algo de sabiduría que Danny usa en sus luchas contra ellos. Cuando la visión de Lei Kung le dice que termine con Scythe, Madame Gao pareció amenazar con usar su cuchillo en la hija cautiva de Radovan Bernivig, Sabina, lo que provocó que Danny Rand dejara de acabar con Scythe. A pesar de que Lei Kung en la visión de Danny Rand estaba decepcionada por esto, Danny Rand le dijo al salir que Madame Gao hacía trampa y que no tenía otra opción. La visión de Lei Kung permanece en silencio mientras Danny se va con Sabina. En el episodio "Black Tiger Steel Hearts", Davos le dice a Danny Rand que fue enviado por Lei Kung para recuperar a Danny y al mismo tiempo mencionó que su padre está preocupado y enojado con él. En el episodio "Lead Horse Back to Stable", se mencionó en una conversación cómica entre Danny y Davos que una vez viajaron en un carro alrededor del lago para ver a las mujeres que se bañaban en el pueblo solo para encontrar a Lei Kung meditando desnudo. Reaparece brevemente en la segunda temporada, donde en flashback, él y sus compañeros miembros de la Madre Grulla, Yu-Ti y Priya, ven a Danny Rand y Davos luchar por el derecho de enfrentar a Shou-Lao. Cuando Danny cambia la marea contra Davos e intenta que ceda, Lei Kung termina la pelea declarando que Danny se enfrentará a Shou-Lao.